# Tuchów
Tuchów é um município da Polônia, na voivodia da Pequena Polônia e no condado de Tarnów. Estende-se por uma área de 18,1 km², com 6 693 habitantes, segundo os censos de 2017, com uma densidade de 369,8 hab/km².